# Polonia la Concursul Muzical Eurovision Junior
Polonia a debutat la Concursul Muzical Eurovision Junior în anul 2003. Cel mai bun rezultat al țării în competiție este locul 1, câștigat în 2018 și 2019.
Polonia a găzduit Concursul Muzical Eurovision Junior 2019 si 2020. Interesul pentru acest concurs este foarte ridicat în această țară, în fiecare an, din 2018, competiția este urmărită de mai mulți oameni decât concursul Eurovision din țară.
În 2020, competiția de pe TVP 1 a fost urmărită de 6 milioane de oameni, ceea ce a doborât recordul temporar stabilit în Spania în 2005, când competiția a fost urmărită de 5,5 milioane de oameni.

## Rezultate

#### Legendă:
Câștigător
     Locul al doilea
     Locul al treilea
     Ultimul loc
| An   | Gazda       | Artist            | Titlu                 | Poziție | Puncte |
| ---- | ----------- | ----------------- | --------------------- | ------- | ------ |
| 2003 | Copenhaga   | Katarzyna Żurawik | „Coś mnie nosi”       | 16      | 3      |
| 2004 | Lillehammer | KWADro            | „Łap życie”           | 17      | 3      |
| 2016 | Valletta    | Olivia Wieczorek  | „Nie zapomnij”        | 11      | 60     |
| 2017 | Tbilisi     | Alicja Rega       | „Mój dom”             | 8       | 138    |
| 2018 | Minsk       | Roksana Wegiel    | „Anyone I Want to Be” | 1       | 215    |
| 2019 | Gliwice     | Viki Gabor        | „Superhero”           | 1       | 278    |
| 2020 | Varșovia    | Ala Tracz         | „I'll Be Standing”    | 9       | 90     |
| 2021 | Paris       | Sara James        | „Somebody”            | 2       | 218    |
| 2022 | Erevan      | Laura             | „To The Moon”         | 10      | 95     |

## Istoria voturilor (2003-2004)
| Poziție | Țară         | Puncte |
| ------- | ------------ | ------ |
| 1       | Spania       | 20     |
| 2       | Croația      | 17     |
| =       | Regatul Unit | 17     |
| 4       | Belarus      | 15     |
| 5       | Danemarca    | 13     |
| 6       | Belgia       | 8      |
| =       | România      | 8      |

| Poziție | Țară    | Puncte |
| ------- | ------- | ------ |
| 1       | Belarus | 4      |
| 2       | Franța  | 2      |

## Gazdă
| An   | Oraș     | Locație                             | Prezentatori                                            | Data finalei      | Piesa câștigătoare    |
| ---- | -------- | ----------------------------------- | ------------------------------------------------------- | ----------------- | --------------------- |
| 2019 | Gliwice  | Gliwice Arena                       | Ida Novăcovsca, Roksana Wegiel, Alexander Șicora        | 24 noiembrie 2019 | Polonia - "Superhero" |
| 2020 | Varșovia | Sediul TVP de pe strada Voronița 17 | Ida Novăcovsca, Rafal Brzozowzki, Malgorzata Tomașevsca | 29 noiembrie 2020 | Franța - "J'imagine"  |